# Jeff Kowatch
Jeff Kowatch est un peintre américain, né le  26 décembre 1965 à Los Angeles.

## Biographie
Jeff Kowatch peint depuis son plus jeune âge. Il apprend la peinture en copiant des reproductions de toiles de maîtres anciens jusqu'à ses dix-huit ans.
Il vit et travaille à Bruxelles depuis le début des années 2000.

## Œuvre
Jeff Kowatch est un peintre abstrait.
Son travail, décliné en une suite chronologique de séries de toiles et de dessins, est inspiré par la religion, la littérature, le paysage et l'histoire de la peinture.

### Débuts
Jeff Kowatch est issu d'une famille américaine de classe moyenne, peu portée sur l'art. Il a commencé à peindre enfant, grâce à une voisine qui peignait dans son garage. Puis, à l'âge de dix ans, la mère de Kowatch l'a inscrit à un cours de peinture à l'huile dispensé dans un magasin de vente de matériel de beaux-arts.

### Technique
Jeff Kowatch accorde beaucoup d'importance à la technique. Il a développé une maîtrise des glacis de peinture à l'huile, en utilisant notamment la même méthode que Rembrandt. Cela confère à ses tableaux beaucoup de profondeur. Chacune de ses toiles comporte ainsi entre une et cent couches de peinture.
Le critique d'art Roger Pierre Turine voit un lien entre Kowatch et la technique des peintres flamands et américains. Il cite ainsi Brice Marden, dont Kowatch a fait la connaissance lorsqu'il était exposé à la Earl McGrath Gallery, à New York et Los Angeles.

### Inspirations et séries
Durant son enfance en Californie, Kowatch a été très marqué par son éducation catholique. À la fin de son adolescence, il a développé un besoin de spiritualité, qu'il a exprimé à travers la peinture. Ses premières séries sont ainsi inspirées de thèmes religieux : Apostles (1989-1994), BVM (The Blessed Virgin Mary, 1994-1998), Salome (1998-2002) et Thou Shalt (2003).
Par la suite, il rend hommage aux anciens maîtres de la peinture à l'huile dans la série Riffs on Old Masters (2003-2004).
Il travaille également sur deux séries inspirées par les paysages, Status Mountainous Cumulus (2006-2009) et Ponds (2012-2013)
La littérature est aussi une importante source d'inspiration. Deux de ses séries sont respectivement intitulées Don Quixote (2009-2012) et Moby Dick (2013) et rendent hommage à l'épopée traversée par leurs héros respectifs.
Jeff Kowatch rend hommage à la Belgique, à l'aventure personnelle qu'il y vit et à l'influence qu'elle a sur sa peinture dans la série Belgium Odyssey.
À partir de 2016, Jeff Kowatch s'inspire des thèmes du cirque et du carnaval. Les Musées Royaux des Beaux-Arts de Belgique ont fait l'acquisition en 2018 de la plus grande œuvre de cette série : "Christ leaving Brussels", écho à "L'entrée du Christ à Bruxelles", de James Ensor, célèbre toile conservée au Getty Museum (Californie).
En 2018, il a produit la série Full Circle, qui s'inscrit dans la continuité des thèmes du cirque et du carnaval. En novembre de la même année, la Galerie La Forest Divonne et la Galerie Faider organisent deux expositions conjointes de Jeff Kowatch. C'est l'occasion pour le public de découvrir les tout nouveaux pastels gras sur dibond dans lesquels Jeff Kowatch montre une touche libérée servie par une grande énergie. Michel Draguet parle de fougue et de passion tandis que Claude Lorent évoque des œuvres "monumentales, puissantes [...] expressionniste par la vigueur graphique, tonique et ardente."
De 2020 à 2021, Kowatch a développé une série intitulée Man Jok, en référence à son nom issu du bouddhisme zen, qu'il a pratiqué durant de nombreuses années. A travers cette série, le peintre renforce le lien entre sa pratique méditative et son travail de création. Roger Pierre Turine évoque la sonorité des peintures, la sérénité qu'elles dégagent et leur équilibre entre mouvement, couleurs et composition. La journaliste Paloma de Boismorel décrit Jeff Kowatch comme un "prophète de la couleur".

## Expositions

### Expositions personnelles
- 2021
  - Man Jok, galerie La Forest Divonne, galerie Faider, Espace Odradek, Bruxelles
- 2019
  - Expo Chicago, galerie La Forest Divonne, Chicago, Illinois
  - Art on Paper, galerie La Forest Divonne, Bruxelles
- 2018
  - Jeff Kowatch, Full Circle, galerie La Forest Divonne and Galerie Faider, Bruxelles
  - Jeff Kowatch, NegenPuntNegen Gallery, Roeselare
- 2016
  - « Apocalyptic Carnival », galerie Faider, Bruxelles
  - « Schilderijen », NegenPuntNegen Gallery, Roeselare
  - « Circus », galerie La Forest Divonne, Paris
- 2015
  - « The Belgium Odyssey Paintings », Absolute Art Gallery, Knokke
- 2014
  - « The Belgium Odyssey Paintings», galerie Faider, Bruxelles
  - « The Belgium Odyssey Paintings», NegenPuntNegen Gallery, Roeselare
- 2013
  - « …and out of Chaos came Color », galerie Vieille du Temple, Paris
  - « Recent Paintings », Absolute Art Gallery, Knokke
- 2012
  - « New Works », galerie Faider, Bruxelles
- 2011
  - « Don Quixote in Vlaanderen », NegenPuntNegen Gallery, Roeselare
  - « Works on paper », Art on Paper, The White Hotel, Bruxelles
  - « Don Quixote in Amsterdam », Muziekgebouw aan ‘t IJ, Amsterdam,
- 2009
  - « Don Quixote part 1 », galerie Vieille du Temple, Paris
  - « Stratus Mountainous Cumulus », NegenPuntNegen Gallery, Roeselare
  - H.U.B. at the US State Department of Brussels, Bruxelles
- 2006
  - « Stratus Mountainous Cumulus », Earl McGrath Gallery, Los Angeles
- 2004
  - « Untitled », Earl McGrath Gallery, New York
- 2003
  - « Thou Shalt », Jeff Bailey Gallery, New York
  - « Salome Series », Earl McGrath Gallery, Los Angeles
- 2001
  - « Salome Series », Earl McGrath Gallery, New York
  - « Works on paper from the Salomé series », Paul Sharpe Fine Art, New York
- 1998
  - « BVM Series », Earl McGrath Gallery, New York
- 1997
  - « Apostles », Union Theological Seminary, New York

### Expositions collectives
Source
- 2019 
  - Art Paris Art Fair, galerie La Forest Divonne, Paris
- 2017
  - Connected stories, Absolute Art Gallery, Knokke
  - Geste, galerie La Forest Divonne, Paris
  - « Dialoog / Dialogue » Jeff Kowatch + Pierre Alechinsky + Bram Bogart, Ne9enPuntNe9en Gallery, Roeselare
- 2016
  - Passions partagées, galerie La Forest Divonne, Bruxelles
  - L’Art pour l’Accueil, galerie Pierre Bergé & Associés
- 2015
  - Pascal Courcelles & Jeff Kowatch, NegenPuntNegen Gallery, Roeselare
  - Art Paris, Art Fair, Inauguration, galerie La Forest Divonne, Paris
  - L’Art pour l’Accueil, galerie Pierre Bergé & Associés
- 2014 
  - 7en14, galerie Vieille du Temple, Paris
  - Summer-Expo, Absolute Art Gallery, Knokke
- 2013
  - PAN, Amsterdam
  - Winter-Expo, Absolute Art Gallery, Knokke
- 2012
  - Art Paris, galerie Vieille du Temple, Paris
- 2011
  - Papier, galerie Vieille du Temple, Paris
  - L’Art pour l’Accueil, galerie Pierre Bergé & Associés
- 2010
  - « Water, Wind, Wandelen », Centrum Ysara, Nieuwpoort
- 2009
  - « Le dessin à l’œuvre », galerie Vieille du Temple, Paris
  - Art Paris, galerie Vieille du Temple, Paris
- 2008
  - « 20 ans et plus », galerie Vieille du Temple, Paris
  - « Honorons Honoré », De Garage, Mechelen
- 2005
  - Winter Group Show, Earl McGrath Gallery, New York
  - « Work on Paper », Earl McGrath Gallery, Los Angeles
  - Spring Group Show, Earl McGrath Gallery, Los Angeles
  - « Fall Group Show », Earl McGrath Gallery, New York
  - « Untitled », galerie Kusseneers, Anvers
- 2003
  - « Jeff Kowatch and Vincenzo Amato », Earl McGrath Gallery, LA
  - Selected Prints, Earl McGrath Gallery, New York
  - Summer Group Show, Earl McGrath Gallery, New York
  - Winter Group Show, Earl McGrath Gallery, New York
- 2000
  - Paul SharpeFine Art, New York,
  - « Paper », Earl McGrath Gallery, New York
  - Summer Group Show, Earl McGrath Gallery, New York
- 1998
  - « Stocking Stuffers », Earl McGrath Gallery, New York
  - Summer Group Show, Parts I & II, Earl McGrath Gallery, New York
- 1995
  - John Thomas Gallery, Santa Monica, CA
- 1994
  - Laguna Art Museum, Laguna Beach, CA
  - « 1010 Small Works », New Gallery, Santa Monica, CA
  - Robert Art Gallery, LA
- 1993
  - « Art in Bloom », Long Beach Museum of Art, LA
  - Los Angeles County Museum of Art, LA
- 1992
  - Earl McGrath Gallery, LA
- 1990
  - Installation One, LA
- 1989
  - Zero One Gallery, LA

### Œuvres en collections publiques
- Musées royaux des Beaux-Arts de Belgique[13]
- Long Beach Museum of Art, Long Beach, Californie
- Laguna Art Museum, Laguna Beach, Californie
- Union Theological Seminary, New York

## Publications
- Grand cru. Gribouillages et griffonnages. 1985-1995, éditions Tandem, coll. « Alentours », 2021  (ISBN 978-2-87349-145-1), 88 p.
- Conversation avec Paul Émond, éditions Tandem, 2016  (ISBN 978-2-87349-125-3) ; texte en français et en anglais

#### Catalogues
- Jeff Kowatch, Full Circle, texte de Michel Draguet, éd. Galerie la Forest Divonne et Galerie Faider, 72 p., novembre 2018, textes en anglais et en français
- Jeff Kowatch, textes de Laline Paull, d'Audrey Bazin et de Melissa Mathison, édité par Earl McGrath Gallery, Galerie Vieille du temple et ne9enpuntne9en, 2012  (ISBN 978-90-9023-701-5) ; textes en anglais, français et néerlandais.

### Documentaires
- Tout le Baz'art avec Jeff Kowatch par Hadja Lahbib, Arte, mai 2019, 26 min.
- Jeff Kowatch, Christ leaving Brussels, RTBF Culture, texte de Patrick de Lamalle, acquisition des musées royaux des Beaux-Arts de Belgique, janvier 2019, sur rtbf.be.

#### Galeries deJeff Kowatch
- (en) Earl McGrath Gallery
- Galerie La Forest Divonne
- Galerie Faider